# 本線料金所

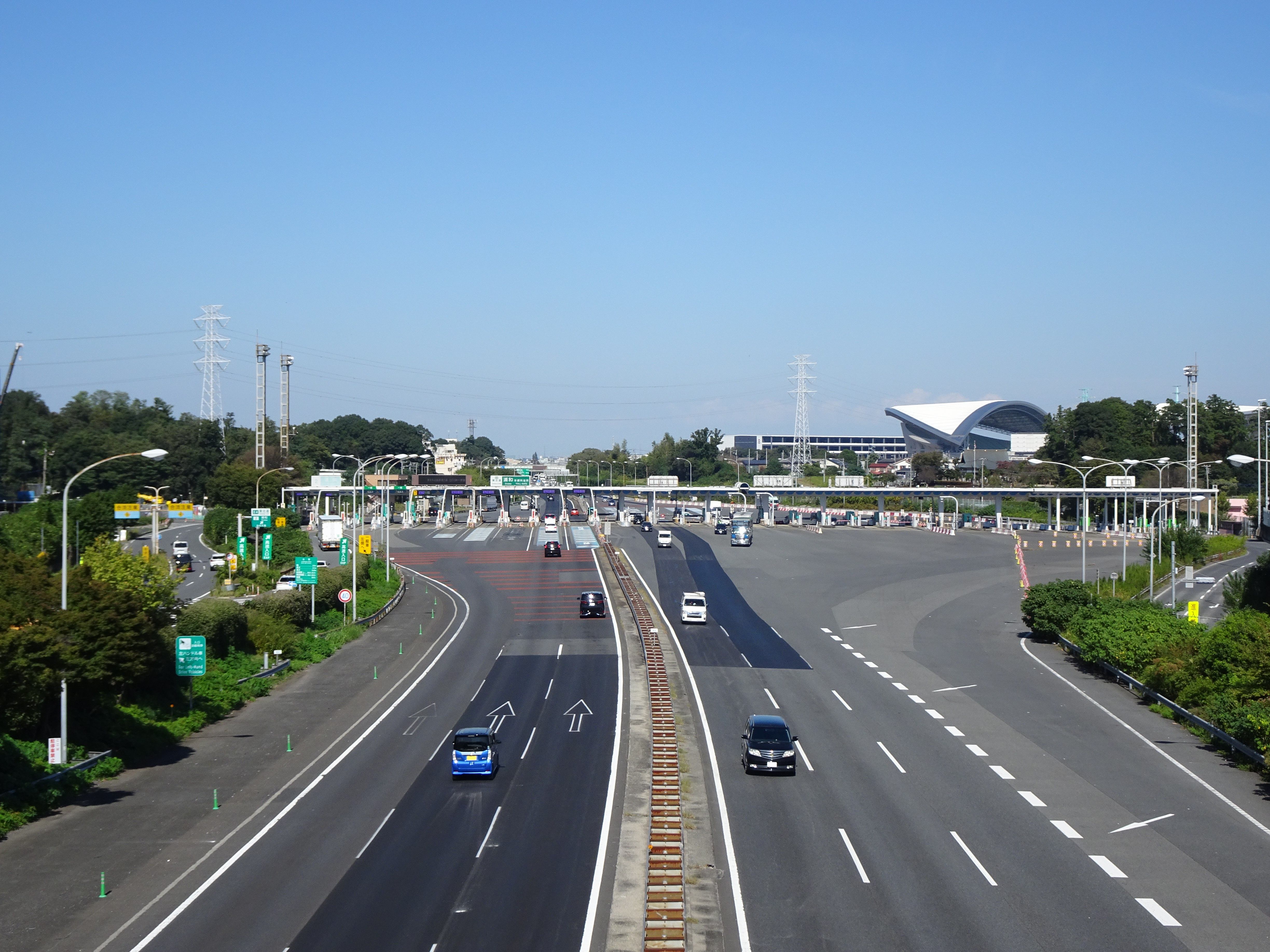
高速道路上に設置された本線料金所（東北道・浦和本線料金所）。一般レーンの他に、ETC専用レーン、ETC/一般兼用レーンがある。

本線料金所（ほんせんりょうきんじょ）は、高速道路（高速自動車国道）や有料道路の本線上に設置される料金所である。有料区間、あるいは無料区間に入る場合に本線料金所が設置されることが多い。

## 概要
通常は料金区間の端部に設置される。「（チェック）バリア」(CB)の通称を持ち、NEXCOなどの高速道路管理会社の表記では括弧を用いないチェックバリアという表記も使用される。利用者の間では単にバリアと呼ばれることもある。英語表記は"toll barrier"（略:TB）。本来、交通を遮断する料金施設のことを"toll barrier"というが、日本においては特に本線料金所施設全体のことをいう場合がほとんどである。
また、料金所によっては「集約料金所」と表示されているところもある。

## 日本における本線料金所

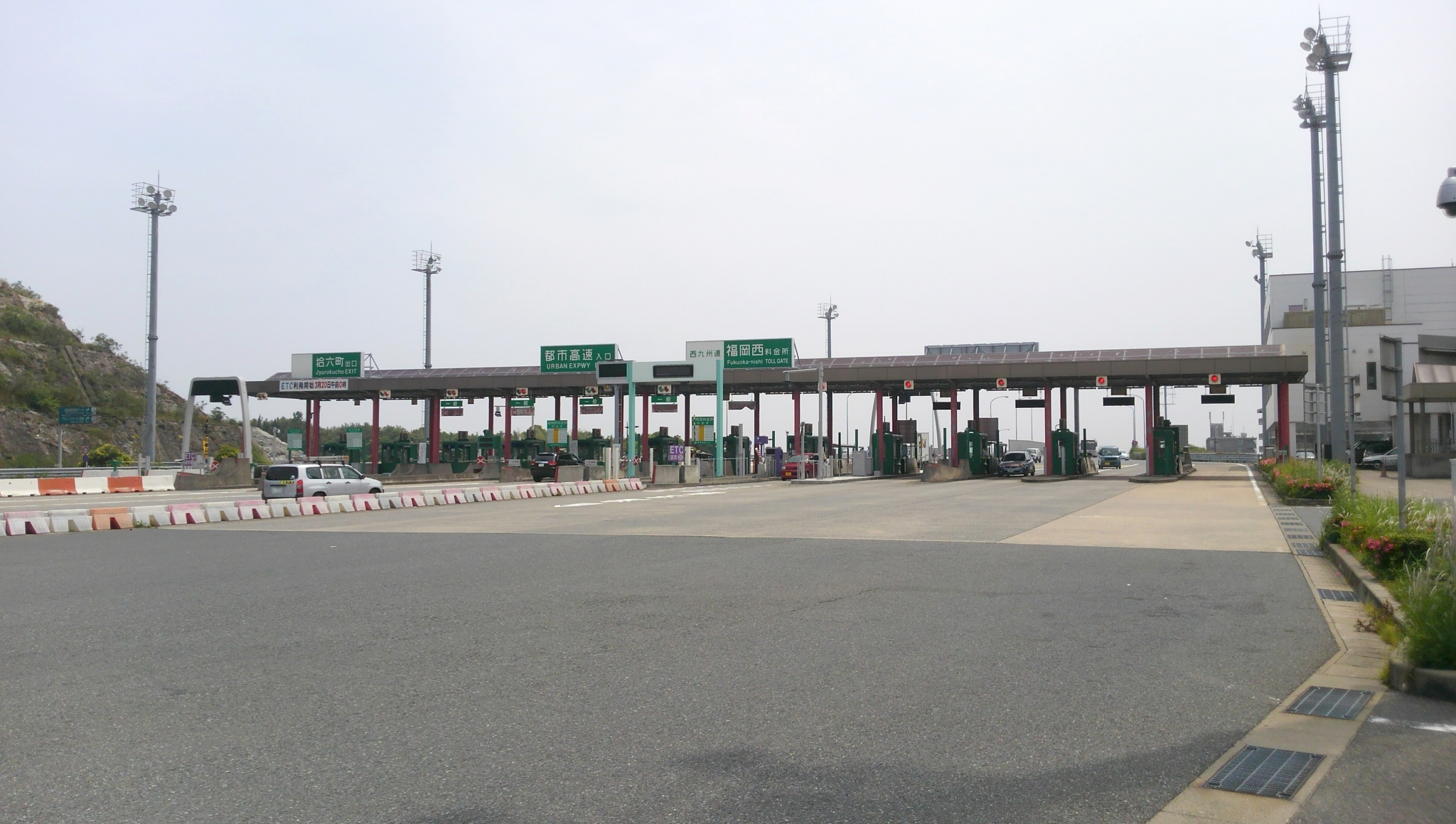
福岡西料金所（福岡県福岡市）

全車両が停車し、料金処理を行う。対距離制料金の道路の場合、料金区間始点の本線料金所では通行券を発券し、料金区間終点の本線料金所では料金の徴収を行う。均一制料金の場合は料金の徴収を行う。また、料金区間が2つに分かれていて、かつ通過交通の多い場合、境界付近に設置した1つの本線料金所で同時に料金の徴収（または料金の徴収と通行券の発券）を行うことにより利用者の利便を図ることができる。
なお、本線上に設置されるため、渋滞の原因となる。そのためノンストップで通行できるシステムが開発、実用化されている（日本においては、ETC）。料金所と車両の両方がこのシステムに対応している場合、自動車は停車しないで通行できる。
設置の目的には、不正通行を防ぐためと、通行券の交換、高速道路会社の管轄が異なるためなどである。
1970年（昭和45年）11月11日、通行券の不正交換が盛んに行われていた浜名湖サービスエリア、富士川サービスエリアに補助料金所が設置されたことが契機となり、1988年（昭和63年）9月20日に本線拡幅部分の一部として豊橋本線料金所が設置された。
2004年以降、新直轄方式による高速道路整備が進められていることから、国土交通省が管理する無料区間とNEXCO3社などが管理する有料区間の境界に設置される本線料金所が増えている。

### 日本の本線料金所の例
- 東京料金所（東名高速道路）
- 浦和本線料金所（東北自動車道）
- 八王子本線料金所（中央自動車道）

## 日本国外の本線料金所

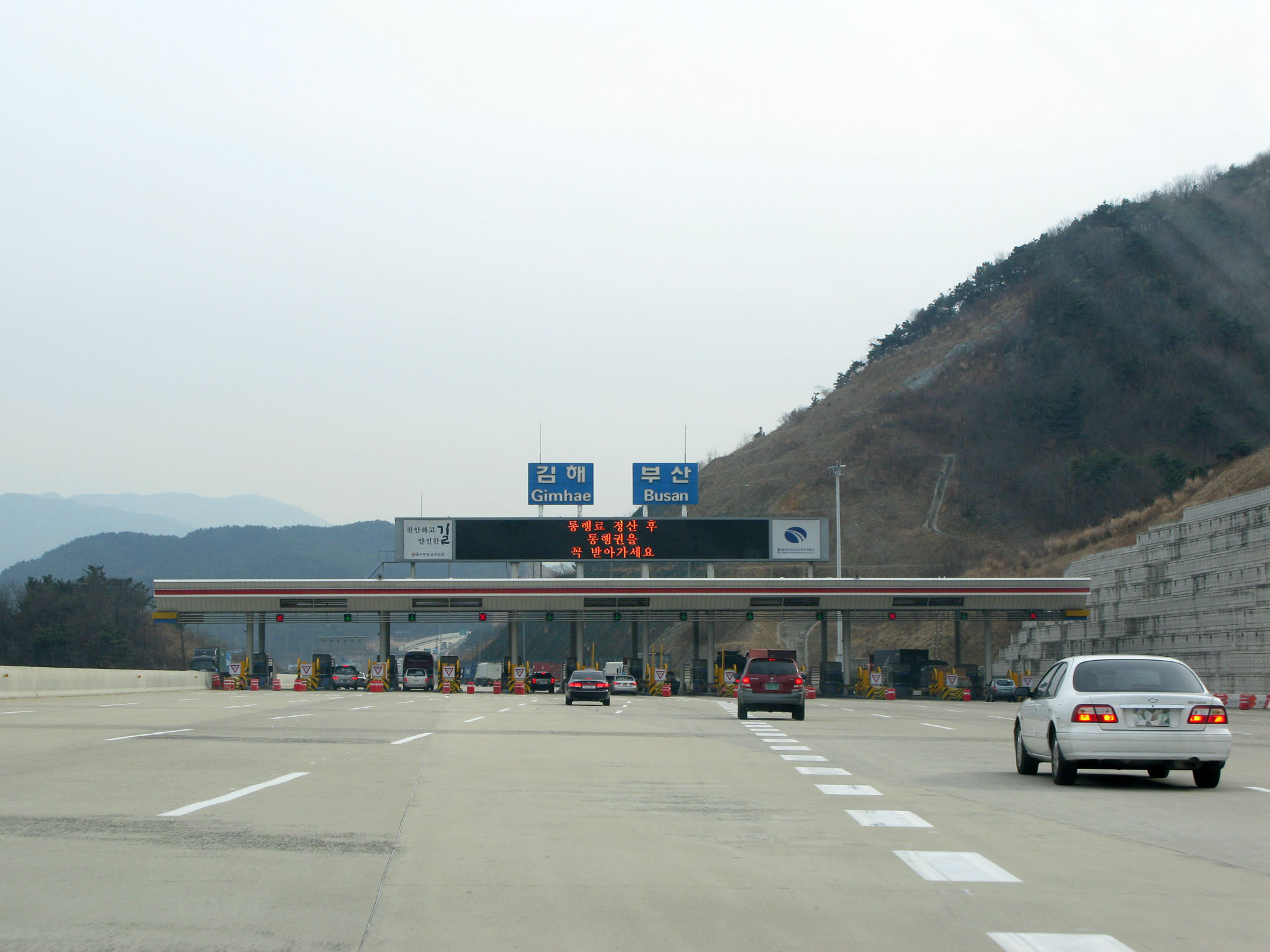
大邱-釜山高速道路 金海釜山料金所

台湾（中華民国）においては、インターチェンジに料金所を設置せず、高速道路で本線上に定期的に料金所を設置していた。走行距離が長いほど多くの料金所を通過するため、結果的に遠方へ行くほど多くの料金を支払うシステムを取っていたが、中華民国政府は2013年12月30日をもって、全ての本線料金所を廃止し、ETCシステム利用の距離制料金へ移行した。
韓国においては、京仁高速道路、第二京仁高速道路、ソウル外郭循環高速道路（板橋JCT - 退渓院IC間、一山IC - 板橋JCT）で本線上のみに料金所を設置している。また、民間企業が管理する高速道路についても、多くは本線料金所にて料金収受を行っていたが、2016年に韓国道路公社管理区間と一括徴収するシステム導入により、多くの本線料金所が廃止された。

## 本線料金所の長所・短所

### 長所
- 通行車両を確認できる。
- 2つの料金区間の料金を同時に徴収できる。

### 短所
- 事故・渋滞の原因となる。
- 施設設置費および料金所運営経費の負担。

## 廃止された本線料金所
2000年代から、ETCの普及や他の道路と延伸接続による統一料金制度移行で、廃止された本線料金所がある。
- 泉本線料金所（東北自動車道）
- 豊橋本線料金所（東名高速道路）
- 米原本線料金所（北陸自動車道）
- 山崎本線料金所（中国自動車道）
  - 以上4箇所は検札や通行券の種類交換を行うために設置された、料金の徴収目的でない本線料金所。交通量の変化や通行券の規格統一、さらにはETCの普及により、検札の効果が薄まったため廃止。
- 湾岸浮島本線料金所・大井本線料金所（首都高速湾岸線）、平和島本線料金所（首都高速1号羽田線）
  - 料金制度の変更（距離別料金への移行と料金圏の廃止）に伴い、手前で料金を支払済の車のみがここを通ることとなり廃止。
- 鈴鹿本線料金所（東名阪自動車道）
- 関本線料金所（伊勢自動車道）
  - 東名阪自動車道亀山直結線開通により廃止（関本線料金所の一部は伊勢関IC料金所として転用）。
- 茨木本線料金所（近畿自動車道）
  - 吹田ICでの料金収受に変更されたことにより廃止。
- 銭函本線料金所（札樽自動車道）
  - 札樽自動車道の札幌西IC - 札幌JCT延伸に伴い、札幌西ICでの料金収受に変更されたことにより廃止。
- 松原本線料金所（大阪方面のみ廃止、名古屋方面は現存）（西名阪自動車道）
  - 料金所のレーン数が少なく渋滞が多発していたため、大阪方面に柏原本線料金所を新設し廃止。
- 堺本線料金所（和歌山方面のみ廃止、大阪方面は現存）（阪和自動車道）
- 岸和田本線料金所（大阪方面のみ廃止、和歌山方面は現存）（阪和自動車道）
  - 阪和自動車道の本線料金所の集約に伴い廃止。現在は、基本的に大阪方面は堺本線料金所で、和歌山方面は岸和田本線料金所での料金収受となる。
- 和歌山本線料金所（阪和自動車道）
  - 以前は海南ICに料金所はなく、和歌山ICおよび和歌山本線料金所にて海南ICの役割をしていた。和歌山IC - 大阪方面の通行は一般的な入口発券方式だったが、和歌山IC - 海南IC方面は和歌山ICで料金の収受（海南ICへは当ICで前払い、海南ICからは当ICで後払い）を行っていた。海南湯浅道路の開通によって海南ICに料金所が新設されたため本線料金所は廃止。
- 海南東本線料金所（阪和自動車道）
  - 以前は本線上に料金所はなく、海南東ICへの出入りのみ料金所が存在していたが、当IC - 大阪方面は一般的な入口発券方式、海南湯浅道路は前払い方式であったため、海南湯浅道路の各ICが入口発券方式に切り替わるまでの間、暫定的に設置されていた。
- 南郷本線料金所（京滋バイパス）
  - 大山崎ジャンクションまでの開通に伴う料金収受方法変更（単純支払い方式→高速国道と共通の入口発券方式）により廃止。
- 尼崎本線料金所（阪神高速3号神戸線）
  - 2016年11月、武庫川入口料金所設置に伴い廃止。
- 南芦屋浜本線料金所（阪神高速5号湾岸線)
  - 2017年1月、甲子園浜入口料金所設置に伴い廃止。
- 高石本線料金所（阪神高速4号湾岸線)
  - 2020年3月、助松（北行）料金所設置に伴い廃止。
- 泉大津本線料金所（阪神高速4号湾岸線)
  - 2021年5月、泉大津（南行）料金所設置に伴い廃止。
- 徳島本線料金所（初代[3]）（徳島自動車道）
  - 徳島IC - 藍住IC間開通の際に徳島ICを利用する車両の通行料を収受するために設置されたが、四国横断自動車道徳島IC - 徳島JCT - 鳴門JCT延伸に先立ち廃止、徳島ICに料金所が移設された[4]。
- 十勝清水本線料金所（道東自動車道）
  - 道東自動車道の十勝清水IC - トマムIC延伸に伴い、トマムICを利用する自動車の通行料を収受するため設置されたが、トマムIC - 占冠IC延伸に伴い、その前に廃止（トマムICに料金所を設置）。
- 人吉本線料金所（九州自動車道）
  - 八代IC - 人吉仮出入口間開通の際、鹿児島・宮崎方面への出入口として設けられた人吉仮出入口を利用する車両の通行料を収受するために設置された。人吉仮出入口 - えびのIC間延伸に伴い仮出入口、本線料金所ともに廃止。
- 千葉南本線料金所（京葉道路）
  - 館山自動車道の直結により本線上からは廃止、下り仮出口としてしばらく残存したが、千葉バイパスの開通に伴い完全に廃止。
- 山田本線料金所（千葉東金道路）
  - 千葉東金道路第2期工事（現 圏央道）完成に伴い廃止。
- 東浜料金所（福岡高速道路）
  - 福岡高速道路の東浜出入口 - 香椎出入口間開業時に設置されたが、後の延伸に伴い廃止。
- 椎田本線料金所（椎田道路）
  - 東九州自動車道の行橋IC - みやこ豊津IC間開通に伴い、椎田道路の各IC内に料金所が新設されたため廃止。
- 院内本線料金所（宇佐別府道路）
  - 宇佐ICの改築による料金所の新設に伴い廃止。
- 新潟料金所（北陸自動車道）
  - 新潟西バイパスの開通、北陸自動車道の延伸により新潟西ICを新設したため廃止。
- 南アルプス本線料金所（中部横断自動車道）
  - 中部横断自動車道 増穂IC開通時に同ICに料金所が無かったことから設置されたが、増穂IC - 六郷IC間の開通に伴い増穂ICに料金所を設置、富士川本線料金所に機能を移設するため廃止。

中華民国
- 国道の全ての本線料金所。全ETC導入[5]。

## 2台同時収受
料金所での料金徴収方法の一つで、1本のレーンにブースを前後2個（タンデム）設置し、進入車両について2台同時に料金を徴収する方法である。前のブースが使用中の場合は後ろのブースを使い、両方とも空いている場合は前に詰めて使用することで処理能力を増す。交通量が増加し本来ならレーンの増設が必要であるが、場所の確保が困難な場合に実施される。ETCが普及する前は、首都高速道路や名古屋高速道路および阪神高速道路の本線料金所などで行われていた。しかし、ETCの普及に伴い、現在では廃止されている。